# Distribució marginal
Dins la teoria de probabilitats, donades dues  variables aleatòries juntes X & Y, la distribució marginal de X és simplement la distribució de probabilitat de X fent cas omís de la informació referent a Y. Aquest tipus de càlcul es produeix quan es considera l'estudi d'una taula de contingència.
Per a les variables aleatòries discretes, la distribució de probabilitat marginal Pr(X = x) s'escriu
{\displaystyle \Pr(X=x)=\sum _{y}\Pr(X=x,Y=y)=\sum _{y}\Pr(X=x|Y=y)\Pr(Y=y),}
Pr(X = x,Y = y) és la distribució conjunta de X & Y, mentre que Pr(X = x|Y = y) és la distribució condicional de X coneixent Y. Aquesta és la lliçó principal del teorema de probabilitats totals.

De la mateixa manera, per a variables aleatòries contínues, la densitat de probabilitat marginal pX(x) verifica
{\displaystyle p_{X}(x)=\int _{y}p_{X,Y}(x,y)\,{\mbox{d}}y=\int _{y}p_{X|Y}(x|y)\,p_{Y}(y)\,{\mbox{d}}y}
on pX,Y(x,y) dona la distribució conjunta de X & Y, y pX|Y(x|y) la distribució condicional de X coneixent Y.